# Giorno dell'indipendenza dello Sri Lanka
Il giorno dell'indipendenza dello Sri Lanka (in singalese ජාතික දිනය) è la ricorrenza nazionale dello Sri Lanka, allora chiamata Ceylon (nome ufficiale fino al 1972).
Si celebra il 4 febbraio e commemora l'indipendenza del paese dal Regno Unito nel 1948.
La Festività si celebra in tutta la Nazione con canti, balli, sfilate nazionali e discorsi pubblici, soprattutto nella capitale Colombo, dove il presidente solleva la bandiera nazionale.
Sono inoltre commemorate le varie lotte per l'indipendenza esercitate dai vari eroi nazionali e tra queste personalità singalesi note si distinse, tra le altre, Don Stephen Senanayake, che guidò il paese verso l'indipendenza.
Il presidente singalese, in carica, quindi, rende omaggio agli eroi nazionali dello Sri Lanka e osserva due minuti di silenzio in loro memoria; si tiene inoltre una grande parata militare dove viene rimarcato l'impegno di tutti per l'unità e la difesa della nazione.